# 白雪ぱにみくす!
『白雪ぱにみくす！』（しらゆきぱにみくす）は、桐原いづみの漫画作品。マッグガーデン発行の漫画雑誌『コミックブレイドMASAMUNE』で連載され、2007年6月15日発売分にて同誌刊行が終了した後、同年9月30日以降は『月刊コミックブレイド』に移籍して2011年1月号（2010年11月30日発売）まで連載された。

## あらすじ
ある日、ミドリと真子の兄妹は学校で一匹のふくろうを見つける。夜にそのふくろうが家までついて来てしまい、一晩だけ面倒を見ることに。深夜、真子に起こされたミドリは、廊下に突然鏡が現れているのを発見する。しかも、その鏡は中に入れるようで…そこで二人は、学校で見つけたふくろうと、たくさんの花が敷き詰められたガラスの棺の中に眠る一人の少女をみつける。

## 登場人物
風ミドリ（かぜ ミドリ）
この物語の主人公。16歳の高校2年生。ごく普通の少年だったのだが、鏡の中で白雪と出会って、不思議なトラブルにまき込まれるようになる。霊感を持つがゆえに周囲とあまりうまくいっていない妹のことを気にかけており、白雪と契約を結ぶ前から下校時に一緒に帰宅するなど、何かと世話を焼いている。
風真子（かぜ まこ）
ミドリの妹。15歳の高校1年生。家族や白雪たちからシンコと呼ばれている。非常に霊感が強く、幽霊と会話できる。非常にマイペースで探求心が人一倍強い。あまりにも浮世離れした能力と性格のため、クラスでいじめられている。尾玉貴一が自宅に遊びに来た際に、白雪と契約を結ぶことになる。そして、契約を結んだことによって「霊界」へ自由に行き来する力を手に入れた。
白雪（しらゆき）
ガラスの棺の中で眠っていた少女。魔界の一国・アプフェルのお姫様だが、あまりの傍若無人さに「恋の一つでもすれば少しは変わるだろう」と考えた母親に一旦封印されてしまい、杜若に選ばれ真子が力ずくでやらせたミドリのキスで目覚める。その際、ミドリと長い距離を離れられなくなる魔法の指輪をはめられることとなった。
生まれつき胸元にリンゴの形に似たアザがあったため、魔界の伝承における不老不死の力が眠っている、国に災いをもたらす「リンゴ姫」などと噂されている。
杜若（かきつばた）
ふくろう。白雪のお目付け役であり、真面目な性格のため何かと気苦労が多い。真子ほどではなく会話を聞き取るのがやっとぐらいだが霊感はそこそこ強い。白雪の恋人役になぜミドリを選んだのかは不明。
尾玉貴一（おだまきいち）
ミドリと同じクラスで友人。あだ名はオダマキ。白雪に蹴られたり踏みつけられたりすることに快感を覚えたり、霧島朝顔のことを「だって彼女、ムチとか似合いそうだから」という理由で隠れファンを自称するマゾヒスト。白雪の下僕になりたくて契約を結ぼうとするが、白雪がこの類の魔法が苦手だったこともあり、契約は失敗。彼の代わりに真子が契約を結ぶことになった。
霧島朝顔（きりしまあさがお）
風紀委員委員長。真子が行方不明になった際に登場。ミドリ達と共に霊界へ赴く。尾玉貴一曰く、「先生からの信頼も篤く成績上位。冷静沈着で適確に仕事をこなす優等生」とのこと。しかし、その素顔は銃マニアで、ミドリ達とともに霊界に付いていったのも、風紀委員としてと語ってはいたが実弾入りの自動小銃を思う存分撃ちたいという動機からであった。
空木（うつき）
本人曰く、霊界の管理人。霊界とは、生も死も全てがごちゃまぜの世界であり、ただ迷う者がいないか見ていればいいだけの退屈の世界とのことである。そんな中、たまたま霊界に迷い込んだ真子に興味を持ち、真子を解放する条件として、ゲームをすることを提示する。最終的には真子を解放するが、その際に真子の頬にキスをした。
薊（あざみ）
白雪の元・世話役。雛菊に黄金のリンゴの情報を与え白雪への接近の手助けをした。
雛菊（ひなぎく）
ソルシール家の次女。薊を使って黄金のリンゴを持つといわれた白雪に接近する。自身の影を少年のような姿で実体化させる「裏菊」という魔法が使える。
撫子（なでしこ）
ソルシール家の長女。兄である紫蘭へ兄以上の想いを抱いている。元々は孤児でありながら魔法を使うことができる雛菊を忌み嫌っている。
紫蘭（しらん）
ソルシール家の長男。黄金のリンゴの力を使い、不老不死を得る事を目論んでいる。過去に白雪と出会ったことが黄金のリンゴへの執着の契機となっているが、白雪の方は幼かったため覚えていないらしい。
ルチル
ソルシール家の従者。撫子と同じく紫蘭に心酔している。
クロム
魔界の森に現れる少年。宝石を与えることで巨大化するチッタというモモンガに似た小動物と一緒にいる。
お園（おその）
学校の裏庭にいる地縛霊。真子にだけその姿が見えている。か弱く控えめな雰囲気があり、白雪とは対照的な性格。

## 単行本
1. ISBN 978-4861273964
2. ISBN 978-4861275142
3. ISBN 978-4861275630
4. ISBN 978-4861276217
5. ISBN 978-4861276866
6. ISBN 978-4861277474 2010年7月24日初版発行
7. ISBN 978-4861278259